# Øresundsbro Konsortiet
Øresundsbro Konsortiet I/S er et offentligt ejet virksomhed, der blev oprettet i 1992 og som havde til formål at stå for planlægning, opførelse og drift af Øresundsforbindelsen. Virksomheden ejes ligeligt af A/S Øresund og SWEDAB AB. A/S Øresund er ejet af Sund & Bælt Holding, der er ejet af den danske stat, mens SWEDAB AB er ejet af den svenske stat.
Konsortiet blev oprettet i 1992. Det var bygherre på broprojektet, men har siden været ansvarlig for broens drift og forvalter også infrastrukturen på jernbanen på Øresundsbroen mellem Kastrup og Lernacken. Planlægningen af trafikken er dog placeret hos Banedanmark.